# Messias Maranhão
Manuel Messias Barbosa da Silva, plus connu sous le nom de Messias Maranhão (né à Codó, le 25 décembre 1985), est un footballeur brésilien, qui joue au poste de latéral droit. 
Il joue actuellement pour le club de Santos FC.
Il attire l'attention des grands clubs brésiliens, lorsqu'en 2009, il aide son club de Guarani à monter en Série A.

## Palmarès
- Vainqueur de la Coupe du Brésil en 2010 avec Santos